# Puput (Jebus)
Puput is een bestuurslaag in het regentschap Bangka Barat van de provincie Bangka-Belitung, Indonesië. Puput telt 5576 inwoners (volkstelling 2010).